# Kazimierz Sarnecki
Kazimierz Sarnecki (ur. przed 1670, zm. po 1712) – pamiętnikarz polski, autor diariusza i kilkudziesięciu listów zawierających relacje z dworu Jana III Sobieskiego, stolnik witebski i sekretarz królewski.

## Życiorys
Szlachcic urodzony na Litwie. Jako rezydent Karola Stanisława Radziwiłła (podkanclerzego litewskiego, późniejszego wielkiego kanclerza litewskiego) przebywał w latach 1691-1696 na dworze Jana III (głównie przebywał w Warszawie, Żółkwi i Lwowie, towarzyszył wyprawie wojennej mołdawskiej w 1691. Zdawał Radziwiłłowi regularne relacje w formie listów oraz prowadził diariusz (w latach 1691-1695), pisząc głównie na temat polityki wewnętrznej. Sarnecki otrzymał tytuł sekretarza królewskiego, a w kwietniu 1693 godność stolnika witebskiego. Prawdopodobnie pozostał na dworze królewskim rezydentem Radziwiłła także po śmierci Jana III, około 1700 zastąpił go Wojciech Wołoszkiewicz. Później Sarnecki był sekretarzem pieczęci wielkiej koronnej u Andrzeja Chryzostoma Załuskiego. Miał siostrę, wydaną za szlachcica z Mazowsza. Zmarł po roku 1712.

## Twórczość
Pisma Sarneckiego wydał w roku 1958 Janusz Woliński jako Pamiętniki z czasów Jana Sobieskiego. Diariusz i relacje z l. 1691-1696.

### Ważniejsze utwory
- Diariusz oraz relacje z lat 1691-1696, pisane na użytek K. S. Radziwiłła; wyd.: fragmenty ogł. W. Ziembicki "Zdrowie i niezdrowie Jana Sobieskiego", Archiwum Historii i Filozofii Medycyny, t. 11/12 (1931/1932) i odb., Poznań 1931; W. Ziembicki "Wstrzymanie wyjazdu Jana III na Sejm w grudniu 1693", Kwartalnik Historyczny 1933; całość pt. Pamiętniki z czasów Jana Sobieskiego, wyd. J. Woliński, Wrocław 1958

### Listy i materiały
- Relacje dla K. S. Radziwiłła. Listy, dat. w Warszawie: 18 i 20 czerwca 1696, ogł. W. Ziembicki "Nieznana relacja o śmierci Jana III", Kwartalnik Historyczny 1933; całość korespondencji wyd. J. Woliński pt. Pamiętniki z czasów Jana Sobieskiego, Wrocław 1958; autografy diariusza i relacji: Ossolineum 9765/I; Archiwum Główne Akt Dawnych (Archiwum Radziwiłłowskie, Dział V, teka 342, nr 13939)

## Opracowania
Fragmenty pism ukazywały się również w opracowaniu Alojzego Sajkowskiego i Witołda Ziembickiego.
- W. Ziembicki "Zdrowie i niezdrowie Jana Sobieskiego", Archiwum Historii i Filozofii Medycyny, t. 11/12 (1931/1932) i odb., Poznań 1931